# Ley de procedimiento para otorgar concesiones eléctricas
La ley 20.701, su nombre oficial "Procedimiento para entregar concesiones eléctricas" o también conocida por su título ciudadano "Concesiones eléctricas", es una ley creada en Chile perteneciente al Ministerio de Energía, la cual fue promulgada el 14 de octubre de 2013 y publicada el 10 de septiembre de 2013. Esta ley modifica el Decreto con Fuerza de Ley N°4, llamada "Ley General de Servicios Eléctricos" con el fin de simplificar la tramitación de las solicitudes de concesiones provisionales y definitivas, debiendo presentarse estas últimas ante la Superintendencia de Electricidad y Combustibles, con copia al Ministerio de Energía. La ley "Concesiones eléctricas" regula materias de Servicios Eléctricos; Concesiones Eléctricas; Análisis del Medio Ambiente; Mapa Preliminar de la Concesión; Declaración de Admisibilidad y Registro de Comisiones. Además introduce modificaciones al decreto con fuerza de ley N°1, de 1982, del Ministerio de Minería y la Ley General de Servicios Eléctricos, refundido, coordinado y sistematizado por el decreto con fuerza de ley N°4, del Ministerio de Economía.
La ley se caracteriza por optimizar los plazos, revisar las medidas de publicidad, modificando especialmente el proceso de notificaciones a los dueños de propiedades afectadas, las que quedan circunscritas a las vías judicial, notarial, y eventualmente a los avisos, permite dividir la solicitud de concesión, introduce cambios respecto a la tasación de inmuebles, creando Comisiones Tasadoras y por último establece que cualquier conflicto que exista entre titulares de diferentes tipos de concesión con un concesionario eléctrico, se resolverá forzosamente a través de un árbitro.
La promulgación de esta ley, permitirá ampliar la matriz energética del país a través del uso de Energías Renovables No Convencionales (ERNC), como fotovoltaica y eólica, pasando del 10% establecido en la normativa anterior para el año 2024, al 20% para el año 2025. La iniciativa permitirá diversificar la matriz nacional, reduciendo las barreras de entrada a estas tecnologías, con una mayor certidumbre para los actores involucrados en la generación energética y el consiguiente aumento de la competitividad en el sector. Ello se traducirá en disminución del riesgo de abastecimiento, baja en los costos de la electricidad y mayor independencia de combustibles fósiles.
Hará más expeditos los procedimientos para otorgar concesiones, contribuyendo al impulso de la inversión y la competitividad en el mercado eléctrico, especialmente con la incorporación de ERNC, dando mayor certeza al sistema y evitando problemas de abastecimiento. Esta normativa simplifica los requisitos para presentar una solicitud de concesión provisional; adecua los tiempos de tramitación, reduciendo los plazos desde 700 a 150 días; establece una mayor precisión de posibles modificaciones u oposiciones, además de procedimientos judiciales sumarios para reclamos; modifica el proceso de tasación de los inmuebles y consigna un procedimiento arbitral para la solución de conflictos entre diferentes tipos de concesión.

## Historia de la ley
Los antecedentes de esta ley, se basan en que la electricidad es una de las fuentes principales de energía para consumo de todo tipo, ya sea residencial, comercial o industrial. El costo de esta es sumamente bajo en comparación con otras fuentes y en relación con su aporte energético la eficiencia alcanzada en los componentes y equipos comprendidos en su generación es muy alta, su transporte hacia los centros de consumo y los propios atributos físicos de la electricidad la convierten en un energético apto para todo tipo de usos y para ser transportada a prácticamente la totalidad del país.
En Chile, la generación de electricidad ha crecido más de un 50% en la última década, pasando desde una generación del orden de los 40.500 GWh el 2001, a casi 62.000 GWh el 2011, considerando únicamente los dos principales sistemas interconectados del país.
En la misma ventana de tiempo, la tasa de crecimiento anual del consumo fue de un 4,3%, lo que en términos concretos significó un aumento de más del 60% de la capacidad de generación existente en el país y la consiguiente inversión en transmisión, pasando de alrededor de 10.000 MW en 2001 a alrededor 16.000 MW el 2011. En el primer trimestre de 2012, esta tasa de crecimiento del consumo eléctrico se ha duplicado llegando a un 8.4%, y se espera que al menos para los siguientes años se mantenga sobre el promedio de la última década.
En Chile el marco regulatorio que rige la producción de energía eléctrica, entendida esta en términos amplios, data de 1982, año en que mediante la introducción de una legislación pionera en el mundo y con el objetivo expreso de liberalizar el Mercado Eléctrico, se sentaron las bases regulatorias para la prestación de los servicios eléctricos que, con ciertas modificaciones, nos rigen hoy en día.
Uno de los muchos aportes sustantivos que realizó la Ley General de Servicios Eléctricos de 1982, consistió en la separación de los tres segmentos que se que se presentan naturalmente en la cadena de producción del servicio eléctrico.Dichos segmentos consistentes en las actividades de generación, transmisión y distribución, se distinguen tanto por las características propias de su desarrollo físico, cómo por los ámbitos y condiciones bajo las cuales pueden ser prestados:en algunos de ellos se privilegia la libertad de precios y la libre iniciativa para el emprendimiento por permitir las condiciones naturales de los mercados en que se desenvuelven, mientras en otros segmentos, la existencia de monopolios naturales justifica la aplicación de regulaciones tendientes a obtener las mismas condiciones que se obtendrían en situación de competencia.
Así, mientras en el sector de generación se pueden observar condiciones de competencia, dadas por la libertad de acceso al mercado y la ausencia de barreras legales para los nuevos entrantes al mismo, los mercados de transmisión y de distribución de electricidad no presentan similares características.
En el primer caso, son las significativas economías de escala y la indivisibilidad de las inversiones requeridas para la prestación del servicio, las características que asemejan a esta actividad a las de una actividad monopólica; en el caso de la actividad de distribución eléctrica, por su parte, es la condición de monopolio natural del prestador, derivado de las economías de densidad involucradas en el servicio de distribución, la que justifica la intervención del regulador para rivalizar condiciones de competencia. La infraestructura de transmisión, según la clasificación que la misma ley establece, puede ser catalogada como troncal, de subtransmisión o de transmisión adicional, correspondiéndole a cada uno de dichos subsegmentos una modalidad de prestación de los servicios respectivos y una intensidad de regulación propia.
La concesión eléctrica en sí, no es un concepto unívoco, sino que admite modalidades o tipos diversos según al objeto que se vuelca, creando Derechos y Obligaciones para un particular según el tipo de actividad de que se trate. Así, según la clase de concesión que se conceda, se otorgará a su titular el derecho a establecer centrales hidráulicas productoras de energía eléctrica, por otro lado subestaciones eléctricas y líneas de transporte de dicha energía, o a establecer, operar y explotar las instalaciones de servicio público de distribución, y a su turno, el acto administrativo concesional impondrá a su titular ciertas obligaciones que se desprenden de su sujeción a la normativa eléctrica.

## Tramitación
La iniciativa de la Ley 20.701 recae en el Presidente de la República Sebastián Piñera, por lo cual el proyecto de ley recibe el nombre de mensaje, cuya urgencia era de discusión inmediata. La fecha de ingreso del proyecto a la cámara de origen fue el jueves 3 de mayo de 2012 y fue recibida en la Cámara de Diputados, en donde se le asignó el N° de Boletín 8270-08.
Desde su fecha de ingreso hasta el 23 de enero de 2013 se desarrolló el Primer trámite Constitucional en la Cámara de Origen, en donde tras la discusión realizada por la Cámara, el proyecto fue aprobado en general y en particular.
Luego el proyecto inició el 5 de marzo de 2013 el Segundo Trámite Constitucional en la Cámara Revisora, que corresponde al Senado, el cual finaliza el 3 de julio de 2013, en donde luego de discusión particular quedan aprobadas las modificaciones que se realizaron por el Senado al proyecto de ley 20701 y se envía un oficio con las modificaciones a la Cámara de Origen.
El 4 de julio de 2013 se inicia el Tercer Trámite Constitucional nuevamente en la Cámara de Diputados, en donde se rechazan parcialmente las modificaciones hechas por el Senado y en consecuencia el 17 de julio de 2013 se da paso a Comisión Mixta por rechazo de las modificaciones que realizó la Cámara Revisora en el Senado. Posteriormente el 12 de agosto de 2013 se inicia en la Cámara de Diputados la discusión del informe de la Comisión Mixta por el rechazo de las modificaciones en la Cámara de Origen, la cual finaliza un día después con la aprobación del informe de [Comisión Mixta a la Cámara de Origen.
Después de resuelta la Comisión Mixta se realiza el Trámite de Finalización en la Cámara de Origen, para luego dar paso el 26 del mismo mes al Trámite de aprobación Presidencial. El 28 de agosto de 2013 se realiza la votación, con la que se da inicio a la etapa de Discusión de veto en la Cámara Revisora. Dicha discusión de veto es rechazada por el Senado y posteriormente también rechaza por la Cámara de Diputados en el Trámite de Finalización en la Cámara de Origen. El 29 del mismo mes se comienza el Trámite en Tribunal Constitucional, en donde se comunica el resultado de las observaciones y se remite el proyecto a control de constitucionalidad, para luego el 1 de octubre de 2013 se envía la nueva ley al Presidente de la República para su promulgación.

## Contenido de la ley
La ley de procedimiento para otorgar concesiones eléctricas, introduce a través de un artículo único una serie de modificaciones al decreto con fuerza de ley N°1 de 1982, o mejor dicho a la Ley General de Servicios Eléctricos en materia de concesiones eléctricas.
Cabe destacar que la ley 20.701 aclara que el otorgamiento de las concesiones no eximirá al concesionario del cumplimiento de todas las normas y reglamentarias pertinentes, sobre todo aquellas que regulan materias medioambientales.
Esta ley, dentro de su contenido, contempla la simplificación en cuanto a las líneas de transmisión y de distribución, ya que queda sujeta la elaboración de un trazado y una franja de seguridad adyacente, además de la ubicación preliminar de las subestaciones y las regiones, provincias o comunas precisas, las cuales tendrán como objeto indicar el área en la que se estime necesario efectuar los estudios y mediciones correspondientes para la colocación de las líneas de transmisión. Por otro lado la ley establece una reducción a 15 días hábiles de los plazos por parte de la Superintendencia de Electricidad y Combustibles para revisar los antecedentes presentados de los solicitantes, los cuales se harán en base al cumplimiento de los estudios de los trazados y las franjas de seguridad a los que se encuentran sometidos y, si las exigencias señaladas han de cumplirse. La Superintendencia deberá declarar admisible la solicitud, la que deberá ser publicada en el sitio electrónico correspondiente con el texto íntegro y la fecha de la presentación de dicho estudio, contemplando la posibilidad de prorrogar dicha concesión hasta por dos años, con lo que se simplifica el proceso concesional provisional. Con ello la Superintendencia deberá enviar al Ministerio de Bienes Nacionales y a los respectivos municipios dentro de un plazo de tres días contado desde la declaración de admisibilidad de la solicitud, copia de esta y del mapa del área solicitada, las que los municipios deberán exhibir dentro de los tres días siguientes a su recepción, con un plazo de quince días seguidos. El hecho que la Superintendencia o los municipios no efectúen las anteriores publicaciones no afectará el procedimiento concesional, sino sólo la responsabilidad de estos organismos.
La ley de procedimiento para otorgar concesiones eléctricas modifica el inciso final del artículo 20 que guarda relación con la resolución que adopte la Superintendencia respecto de las solicitudes de concesiones provisionales en un plazo máximo de 20 días contados desde el vencimiento del plazo de 30 días, previa autorización de la dirección nacional de fronteras y límites del estado, si corresponde de acuerdo a las disposiciones de los decretos con fuerza de ley Artículo número 4°, de 1967; N° 7, de 1968, y N° 83 de 1979, todos del Ministerio de Relaciones Exteriores de Chile. la resolución que dicte la Superintendencia será reducida a escritura pública.
Se contempla la modificación del proceso de tasación de los inmuebles, debido a la falta de acuerdo entre el solicitante y los propietarios de los predios afectados por las servidumbres. El monto de la indemnización correspondiente será determinada por una o más Comisiones Tasadoras, cuya designación se podrá solicitar a la SEC desde su fecha de vencimiento para presentar observaciones y oposiciones del último notificado. El Superintendente designará a la Comisión Tasadora por sorteo que realizará todo el proceso, para esto se crea un registro de tasadores que será llevado por la SEC, estableciendo requisitos y causales de inhabilidades; además de contemplar mejora en el procedimiento de toma de posesión material de los predios con lo cual se establece un procedimiento para efectos de facilitar la toma de posesión material de los predios. Incluso, existiendo reclamaciones pendientes, la exhibición del comprobante de pago o la consignación del monto de la indemnización que haya fijado la Comisión Tasadora dará derecho para que el concesionario obtenga del Juez de Letras competente, sin más trámite, la autorización de la toma de posesión material del predio, estableciendo la posibilidad que el concesionario solicite al Juez que éste decrete el auxilio de la fuerza pública para hacer cumplir el decreto de concesión.
La ley 20.701 establece en la modificación al artículo 21, inciso segundo que las concesiones provisionales se otorgaran por un plazo máximo de dos años el cual podrá ser extendido por dos años más, siempre y cuando esta solicitud de prórroga se presente a los menos seis meses antes del vencimiento del plazo de la concesión, con lo cual la prórroga se solicita, y se tramitará de acuerdo a lo indicado en el artículo 20 de la presente ley. Además en aquellos casos calificados y previo a otorgar permiso, el juez se encuentra facultado para exigir al concesionario, a solicitud del dueño y otros interesados, la entrega de una o más cauciones para asegurar el pago de las indemnizaciones que le correspondan, además se establece que esta medida decretada caducará conjuntamente con el vencimiento del plazo de la concesión o su prórroga.
En relación con el artículo 25 de la ley 20.701, se contempla la redacción de nuevos incisos, tales como, tercero, cuarto y quinto, en el cual se establece un plazo de 15 días contados desde la presentación de la solicitud, para que la Superintendencia revise los antecedentes presentados por el solicitante, en base al cumplimiento de la exigencias señaladas, las cuales si son cumplidas, serán tomadas como admisibles mediante la resolución y previa declaración en el sitio web del texto original.
Para finalizar, cabe destacar que la presente ley a través de los distintos numerandos de su artículo único establece una serie de modificaciones en cuanto a su redacción y modificación de palabras, para entregar mayor claridad y mejores procedimientos a mejorar de los artículos considerados en el Decreto con Fuerza de Ley N° 1, de 1982. A esto se añade la incorporación de los artículos:
27° bis, el cual habla acerca de la publicación de un extracto de la admisibilidad de la solicitud de concesión definitiva por cuenta del solicitante tres días consecutivos en un diario de circulación nacional y tres días consecutivos en un diario de circulación regional correspondiente a los territorios comprendidos en la solicitud de concesión.
27° ter que hace referencia a la formulación de observaciones y posiciones a la solicitud de concesión ante la Superintendencia en conformidad al inciso primero del artículo 27º.
31° bis, el cual hace alusión a las dificultades que susciten entre dos o más titulares de concesiones eléctricas, o entre éstos, y titulares de concesiones mineras, de concesiones de energía geotérmica, de permisos de exploración de aguas subterráneas o de derechos de aprovechamiento de aguas, de concesiones administrativas o contratos especiales de operación para el aprovechamiento de sustancias no susceptibles de concesión minera conforme con el artículo 7º del Código de Minería de Chile.
34° bis que se refiere a la suspensión o paralización de las obras que se llevan a cabo en virtud de una concesión eléctrica decretada por un juez en un juicio posesorio o sumario a lo que se refiere el título IV del libro III del Código de Procedimiento Civil de Chile.
63° bis, el cual tiene por objeto crear un sistema electrónico de inscripción de las personas interesadas en formar parte de las comisiones tasadoras, que se encontrara bajo la tutela de la Superintendencia de electricidad y combustibles y que deberá contemplar una serie de requisitos específicos, los cuales se encuentran contemplados en los literales A, B y C de la presente ley.
63° ter, artículo que habla acerca de aquellos que o podrán integrar una comisión tasadora, para los que a la fecha de su designación o en cualquier momento de los primeros doce meses tengan o hubieren tenido intereses en la tasación.

## Jurisprudencia de la ley
El proyecto de ley sobre procedimiento para otorgar concesiones eléctricas fue sometido a Control de Constitucionalidad debido a la materia versada en los artículos 31 bis y 34 bis, contenidos respectivamente en los numerales 12 y 13 del artículo único del referido proyecto de ley, el ingreso a la magistratura constitucional fue el 28 de agosto de 2013 considerando que corresponde a dicha Magistratura pronunciarse sobre las normas del proyecto de ley que estén comprendidas dentro de las materias que la Constitución Política de la República de Chile ha reservado a una ley orgánica constitucional.
El Tribunal Constitucional de Chile concluye que las normas sujetas a control preventivo no contravienen con la carta fundamental chilena.
La magistratura constitucional no se pronunció respecto a las demás normas contenidas en el proyecto de ley, argumentando que estas no tratan materias propias de la ley orgánica constitucional, por lo tanto dichas disposiciones están exentas de control preventivo.
La sentencia evacuada por el Tribunal Constitucional de Chile en fecha 10 de septiembre de 2013 en Santiago de Chile declara la que proyecto ley 20.701 es orgánico y constitucional, por lo cual no hay motivo para que la magistratura ejerza las competencias otorgadas por el numeral 1° del artículo 93 de la constitución.

## Efectos de la Ley
Desde la publicación de la Ley 20.701 el 10 de septiembre de 2013, esta surgió con el objetivo de agilizar la tramitación y plazos asociados a la concesión eléctrica. En lo medular, simplifica el proceso de concesión provisional y fortalece el procedimiento para obtener la concesión definitiva, ya que adecua los tiempo de tramitación, reduciendo los plazos de 700 a 150 días, precisa las posibles observaciones y oposiciones, modifica el proceso de notificaciones, moderniza el procedimiento de tasación de los inmuebles y soluciona los conflictos entre diferentes tipos de concesión.
Todo ello, contribuirá a impulsar la inversión y la competitividad en el mercado eléctrico, entregará mayor certidumbre para los actores involucrados y permitirá diversificar la matriz energética, al facilitar la incorporación de Energías Renovables No Convencionales. Han sido concedidos 52 permisos; entre ellos concesiones de exploración de energías, y concesiones de distribución de energía en poblados.
De esta forma la ley de concesiones eléctricas ha contribuido con el desarrollo de la comunidad, llevando a los hogares que se encuentran apartados este suministro de suma importancia, a su vez este se ve facilitado gracias a la expedita tramitación administrativa que han concedido las reformas ya mencionadas, estableciendo límites a cada una de las partes involucradas para el cumplimiento en cierta cantidad de días que no superan los 30 como máximo.
No obstante, en los últimos años, hemos podido apreciar un retraso significativo y cada vez más recurrente en la obtención de los permisos, autorizaciones o actuaciones administrativas requeridas para desarrollar cualquier infraestructura energética eléctrica, sea esta una central de hidráulica o líneas para la transmisión o distribución de la energía generada. Paradójicamente, de entre estos permisos o autorizaciones, que son de la más diversa índole e involucran competencias de numerosos órganos de la Administración del Estado, ya sea centralizada o descentralizada, es la propia concesión eléctrica uno de los instrumentos cuya operatoria ha reflejado problemas que requieren mayor urgencia en su solución.
Por otro lado, a pesar de los beneficios que ha traído la nueva ley, existen fuertes críticas y cuestionamientos al respecto, principalmente de movimientos y agrupaciones ambientalistas, ya que no se consultó a ciudadanos y pueblos indígenas la entrega de sus terrenos que formarían parte de redes eléctricas que a su vez provocaran un fuerte impacto en el ecosistema.